# Discografie van Tevin Campbell
Dit artikel bevat de discografie van de Amerikaanse r&b-zanger Tevin Campbell. Dit omvat studioalbums, compilatiealbums en singles.

## Studioalbums
| T.E.V.I.N.                                                                                                | - Datum van publicatie: 15 november 1991 - Label: Qwest Records/Warner Bros. Records | 38 | 5  | 98 | 31 | - RIAA: Platinum                |
| I'm Ready                                                                                                 | - Datum van publicatie: 26 oktober 1993 - Label: Qwest/Warner Bros.                  | 18 | 3  | 14 | —  | - RIAA: 2× Platina - ARIA: Goud |
| Back to the World                                                                                         | - Datum van publicatie: 25 juni 1996 - Label: Qwest/Warner Bros.                     | 46 | 11 | 31 | 36 |                                 |
| Tevin Campbell                                                                                            | - Datum van publicatie: 23 februari 1999 - Label: Qwest/Warner Bros.                 | 88 | 31 | —  | —  |                                 |
| "—" duidt een opname aan die zich niet in de charts heeft geplaatst of niet is uitgebracht in dat gebied. |                                                                                      |    |    |    |    |                                 |

## Compilatiealbums
| Titel                        | Album details                                               |
| ---------------------------- | ----------------------------------------------------------- |
| A Tribute to Curtis Mayfield | - Uitgebracht: 22 februari 1994 - Label: Warner Bros.       |
| Gift from Tevin              | - Uitgebracht: 25 maart 1994 - Label: Qwest/Warner Bros.    |
| The Halls of Desire EP       | - Uitgebracht: 10 augustus 1994 - Label: Qwest/Warner Bros. |
| The Best of Tevin Campbell   | - Uitgebracht: 30 januari 2001 - Label: Qwest               |

## Soundtrack-albums
| Titel                             | Album details                                                       |
| --------------------------------- | ------------------------------------------------------------------- |
| Graffiti Bridge                   | - Uitgebracht: 20 augustus 1990 - Label: Paisley Park, Warner Bros. |
| Boyz n the Hood                   | - Uitgebracht: 9 juli 1991 - Label: Qwest, Warner Bros.             |
| A Low Down Dirty Shame            | - Uitgebracht: 8 november 1994 - Label: Jive Records                |
| A Goofy Movie                     | - Uitgebracht: 18 maart 1995 - Label: Walt Disney Records           |
| A Thin Line Between Love and Hate | - Uitgebracht: 30 januari 1996 - Label: Warner Bros.                |
| Steel                             | - Uitgebracht: 29 juli 1997 - Label: Warner Bros.                   |

## Singles

### Als hoofdartiest
| Round and Round                                                                                           | 1990 | 12  | 3  | —  | —  | 14 | —  | - RIAA: Gold              | T.E.V.I.N.                        |
| Just Ask Me To                                                                                            | 1991 | 88  | 9  | —  | —  | —  | —  |                           | T.E.V.I.N.                        |
| Tell Me What You Want Me to Do                                                                            | 1991 | 6   | 1  | —  | 31 | 9  | 63 | - RIAA: Gold              | T.E.V.I.N.                        |
| Goodbye                                                                                                   | 1992 | 85  | 2  | —  | —  | —  | —  |                           | T.E.V.I.N.                        |
| Strawberry Letter 23                                                                                      | 1992 | 53  | 40 | —  | —  | 23 | —  |                           | T.E.V.I.N.                        |
| One Song                                                                                                  | 1992 | —   | —  | —  | —  | —  | —  |                           | T.E.V.I.N.                        |
| Alone with You                                                                                            | 1992 | 72  | 1  | —  | —  | —  | —  |                           | T.E.V.I.N.                        |
| Confused                                                                                                  | 1992 | —   | 33 | —  | —  | —  | —  |                           | T.E.V.I.N.                        |
| Can We Talk                                                                                               | 1993 | 9   | 1  | 12 | —  | 26 | —  | - RIAA: Gold - ARIA: Gold | I'm Ready                         |
| Shhh | 1993 | 45  | 8  | —  | —  | —  | —  |                           | I'm Ready                         |
| I'm Ready                                                                                                 | 1994 | 9   | 2  | 21 | —  | 9  | —  | - Recorded Music NZ: Gold | I'm Ready                         |
| Always in My Heart                                                                                        | 1994 | 20  | 6  | 60 | —  | 13 | —  |                           | I'm Ready                         |
| Don't Say Goodbye Girl                                                                                    | 1994 | 71  | 28 | —  | —  | —  | —  |                           | I'm Ready                         |
| Knocks Me Off My Feet                                                                                     | 1996 | —   | 75 | —  | —  | —  | —  |                           | A Thin Line Between Love and Hate |
| Back to the World                                                                                         | 1996 | 47  | 16 | 31 | —  | 8  | —  |                           | Back to the World                 |
| I Got It Bad                                                                                              | 1996 | —   | 41 | —  | —  | 50 | —  |                           | Back to the World                 |
| Could You Learn to Love                                                                                   | 1997 | —   | 73 | —  | —  | 38 | —  |                           | Back to the World                 |
| Another Way                                                                                               | 1998 | 100 | 25 | —  | —  | 28 | 96 |                           | Tevin Campbell                    |
| For Your Love                                                                                             | 1999 | —   | 54 | —  | —  | —  | —  |                           | Tevin Campbell                    |
| Losing All Control                                                                                        | 1999 | —   | 83 | —  | —  | —  | —  |                           | Tevin Campbell                    |
| "—" duidt een opname aan die zich niet in de charts heeft geplaatst of niet is uitgebracht in dat gebied. |      |     |    |    |    |    |    |                           |                                   |

### Als aanbevolen artiest
| Tomorrow (A Better You, A Better Me)                                                                      | 1990 | Quincy Jones           | 75 | 1 | 21 | 22 | —  | Back on the Block          |
| U Will Know                                                                                               | 1994 | BMU (Black Men United) | 28 | 5 | —  | 3  | 23 | Jason's Lyric OST          |
| One Kiss                                                                                                  | 1998 | Paul Anka              | —  | — | —  | —  | —  | A Body of Work             |
| Everything                                                                                                | 1999 | Quincy Jones           | —  | — | —  | —  | —  | From Q with Love           |
| Overcome                                                                                                  | 2007 | Abijah                 | —  | — | —  | —  | —  | Moving 2 the Top           |
| The Secret Garden                                                                                         | 2010 | Quincy Jones           | —  | — | —  | —  | —  | Q Soul Bossa Nostra        |
| Let It Flow                                                                                               | 2014 | Full Force             | —  | — | —  | —  | —  | With Love from Our Friends |
| Maybe Tomorrow                                                                                            | 2015 | Aaron Bing             | —  | — | —  | —  | —  | Awakening                  |
| "—" duidt een opname aan die zich niet in de charts heeft geplaatst of niet is uitgebracht in dat gebied. |      |                        |    |   |    |    |    |                            |